# Manoncourt-en-Woëvre
Manoncourt-en-Woëvre é uma comuna francesa na região administrativa de Grande Leste, no departamento de Meurthe-et-Moselle. Estende-se por uma área de 10,56 km². Em 2010 a comuna tinha 248 habitantes (densidade: 23,5 hab./km²).